# DeVier Posey
DeVier Posey (San Mateo, 15 marzo 1990) è un giocatore di football americano statunitense che gioca nel ruolo di wide receiver per gli Houston Texans della National Football League.
Fu scelto nel corso del terzo giro (68º assoluto) del Draft NFL 2012 dai Texans. Al college ha giocato a football a Ohio State.

## Carriera

### Houston Texans
Nel Draft 2012, Posey fu selezionato dagli Houston Texans nel corso del terzo giro (68º assoluto). Nella sua stagione da rookie disputò 11 partite, nessuna delle quali come titolare, ricevendo 6 passaggi per 87 yard. Nel divisional round dei playoff contro i New England Patriots, Posey uscì infortunato. Esami successivi evidenziarono la rottura del tendine d'Achille. Tornò in campo nella stagione successiva disputando 14 partite ricevendo 15 passaggi per 155 yard.

## Vittorie e premi
Nessuno

## Statistiche
| Partite totali         | 25  |
| Partite da titolare    | 0   |
| Ricezioni              | 21  |
| Yard su ricezione      | 242 |
| Touchdown su ricezione | 0   |

Statistiche aggiornate alla stagione 2013